# Helga Feiring
Helga Feiring, född 27 oktober 1899 i Viborg, död 3 augusti 1984, var en finländsk läkare. Hon var syster till Björn Feiring.
Feiring, som var dotter till kommerserådet Finn Feiring och Anna Maria Malinen, blev medicine licentiat 1931. Hon var kommunläkare i Sulkava 1932–1945, i Esbo 1945–1954 och köpingsläkare i Grankulla från 1954. Hon var skolläkare vid Alberga finska samskola från 1956 och vid Grankulla finska samskola från 1964. Hon var läkare vid Diakonisseanstaltens barnhem i Esbo: Pellas från 1948 och Mäntyrinne från 1964 samt vid Frälsningsarméns Tapiola barnhem i Esbo från 1959 och vid Emmauskoti åldringshem i Grankulla från 1960.
Feing var ordförande i Lotta Svärd-organisationens Sulkava-avdelning och medlem i organisationens Saimendistrikt 1944, ordförande i Mannerheims barnskyddsförbunds Sulkavaavdelning 1933–1945, i krigsfadderkommittén i Sulkava 1941–1945, i hälsovårdsnämnden i Sulkava 1941–1945, i hälsovårdsnämnden i Esbo 1946–1950. Hon var viceordförande i föreningen Folkhälsan i Esbo 1946–1953, ordförande från 1954, och ombudsman för Finlands Röda Kors i Sulkava 1944–1945.